# 2257 Карина
2257 Карина (енгл. 2257 Kaarina) је астероид главног астероидног појаса са средњом удаљеношћу од Сунца која износи 2,487 астрономских јединица (АЈ).
Апсолутна магнитуда астероида је 12,9.
Астероид је 18. августа 1939. године открио фински астроном Хејки Аликоски.